# Piotr Zawilski
Piotr Jacek Zawilski (ur. 2 lipca 1963) – polski archiwista, dyrektor Narodowego Archiwum Cyfrowego (od 2021), dyrektor Archiwum Państwowego w Piotrkowie Trybunalskim (1998–2006) i w Łodzi (2006–2021).

## Życiorys
Piotr Jacek Zawilski jest absolwentem kierunku archeologia Polski na Uniwersytecie Łódzkim (1987) i studiów podyplomowych z zakresu archiwistyki na Uniwersytecie Mikołaja Kopernika w Toruniu (1996). W 1989 został pracownikiem Archiwum Państwowego w Łodzi. W latach 1998–2006 był dyrektorem Archiwum Państwowego w Piotrkowie Trybunalskim, a w latach 2006–2021 dyrektorem Archiwum Państwowego w Łodzi. 5 października 2021 został dyrektorem Narodowego Archiwum Cyfrowego.
W latach 2010–2013 był członkiem Rady Archiwalnej przy Naczelnym Dyrektorze Archiwów Państwowych, a od 2012 jest członkiem Stowarzyszenia Archiwistów Polskich. W latach 2012–2020 reprezentował stowarzyszenia w Sekcji Stowarzyszeń Zawodowych przy Międzynarodowej Radzie Archiwów i był członkiem Zarządu Głównego SAP.

### Życie prywatne
Łodzianin w pierwszym pokoleniu – jego ojciec pochodzi z Tomaszowa Mazowieckiego, a matka z Kresów Wschodnich. Wychowywał się na łódzkim Polesiu.

## Publikacje
- Głowacki P., Piasta A., Zawilski P., Archiwum Państwowe w Piotrkowie Trybunalskim: informator o zasobie archiwalnym, Warszawa: Naczelna Dyrekcja Archiwów Państwowych – Wydział Wydawnictw, 2007, ISBN 978-83-89115-25-6.
- Radziszewska K., Zawilski P. (red.), Łódź i region łódzki w czasie I wojny światowej: między wielką historią a codziennością, Łódź: Archiwum Państwowe: Wydawnictwo Uniwersytetu Łódzkiego, 2011, ISBN 978-83-7525-635-2.
- Brechelmacher A., Perz B., Wonisch R. (red.), Post 41: Berichte aus dem Getto Litzmannstadt – Ein Gedenkbuch = Post 41: reports from Litzmannstadt Ghetto – a memorial book, wyd. 1. Aufl, Wien: Mandelbaum-Verlag, 2015, ISBN 978-3-85476-475-5.
- Olbrychowski J. i inni red., Funkcjonariusze Komendy Wojewódzkiej Policji Państwowej w Łodzi: ofiary zbrodni katyńskiej, Łódź: Warszawa: Fundacja Memoria Condita: Archiwum Państwowe; Naczelna Dyrekcja Archiwów Państwowych, 2015, ISBN 978-83-64806-23-0.
- Dzikowska E.K., Handley A., Zawilski P. (red.), The Great War: insights and perspectives, Geschichte--Erinnerung--Politik, Frankfurt am Main; New York: Peter Lang Edition, 2016 (Band 13), ISBN 978-3-653-05587-0.
- Shapiro R.M. i inni red., Encyclopedia of the ghetto: the unfinished project of the Łódź Ghetto archivists, 2nd paperback edition, Łódź: Archiwum Państwowe: Księży Młyn Dom Wydawniczy, 2017, ISBN 978-83-937512-2-8.
- Kucner M. i inni red., Kriegserklärung an das alte Europa: literarische, historiographische und autobiographische Sichtweisen auf den Ersten Weltkrieg, Lodzer Arbeiten zur Literatur- und Kulturwissenschaft, Frankfurt am Main; New York: Peter Lang, 2017 (Band 8), ISBN 978-3-631-71662-5.
- Dzikowska E.K., Handley A., Zawilski P., Beyond the Trenches – the Social and Cultural Impact of the Great War: Second Edition, wyd. 2nd ed, Studies in History, Memory and Politics Series, Frankfurt a.M: Peter Lang GmbH, Internationaler Verlag der Wissenschaften, 2020 (v.19), ISBN 978-3-631-80258-8.

## Odznaczenia
- Brązowy Krzyż Zasługi (2001)[2],
- Złoty Krzyż Zasługi (2017),
- Medal za Zasługi dla Stowarzyszenia Rodzina Policyjna 1939 r. (2021)[4].